# Tortuga (submarino)

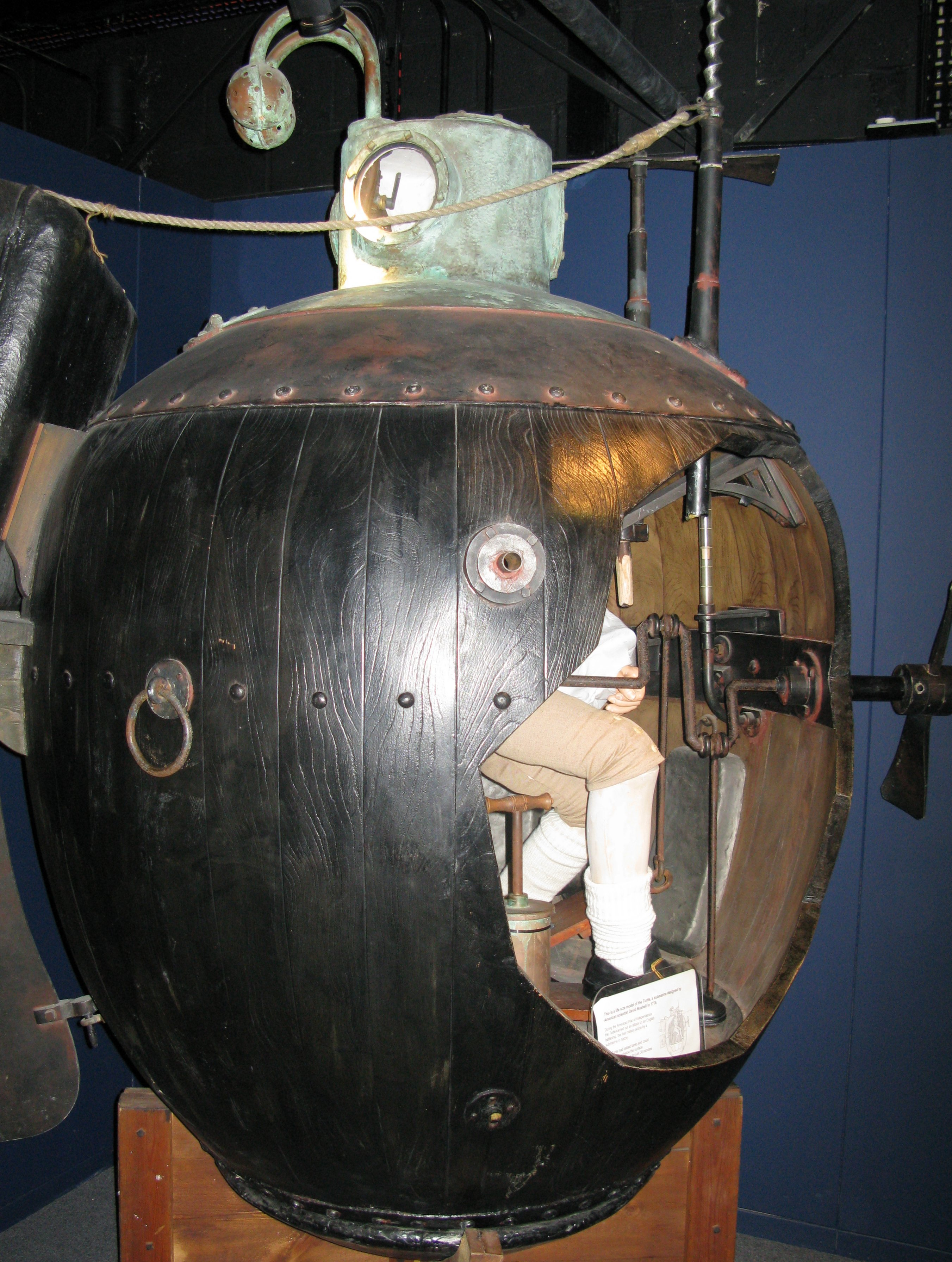
Maqueta a tamaño real del Tortuga.

Tortuga (en inglés Turtle) es el nombre de un submarino de 1775, inventado por David Bushnell y utilizado en la Guerra de Independencia de los Estados Unidos. El Tortuga fue el primer submarino usado en guerra, y recibió este nombre porque fue construido uniendo dos casquetes que tenían la forma de un caparazón de tortuga.

## Diseño
El Tortuga era un pequeño submarino tripulado por una sola persona, cuyo casco estaba hecho de madera y forrado con unas planchas de cobre. Poseía un manómetro indicador de profundidad, un compás, y un asiento para el tripulante.
En la parte superior tenía una pequeña cúpula con unos visores circulares que le permitían al tripulante mirar hacia el exterior con el submarino a ras del agua. La cúpula también contaba con dos tubos de ventilación que tenían dos válvulas, las cuales se cerraban de forma automática si entraba agua.
El submarino poseía una bomba manual similar a un fuelle, que renovaba el aire en su interior, y además contaba con unas bombas destinadas a extraer el agua de lastre y el agua que se pudiera filtrar al interior. El agua de lastre entraba en un tanque situado bajo el suelo, el cual se inundaba accionando un pedal. En el fondo del submarino iba sujeto un lastre fijo de 90 kg (200 libras), el cual podía ser liberado y recuperado mediante un sistema de cuerda y poleas.
Era propulsado por hélices, las cuales giraban accionando unos pedales que transmitían el movimiento gracias a un sistema de manivelas.

## Réplicas

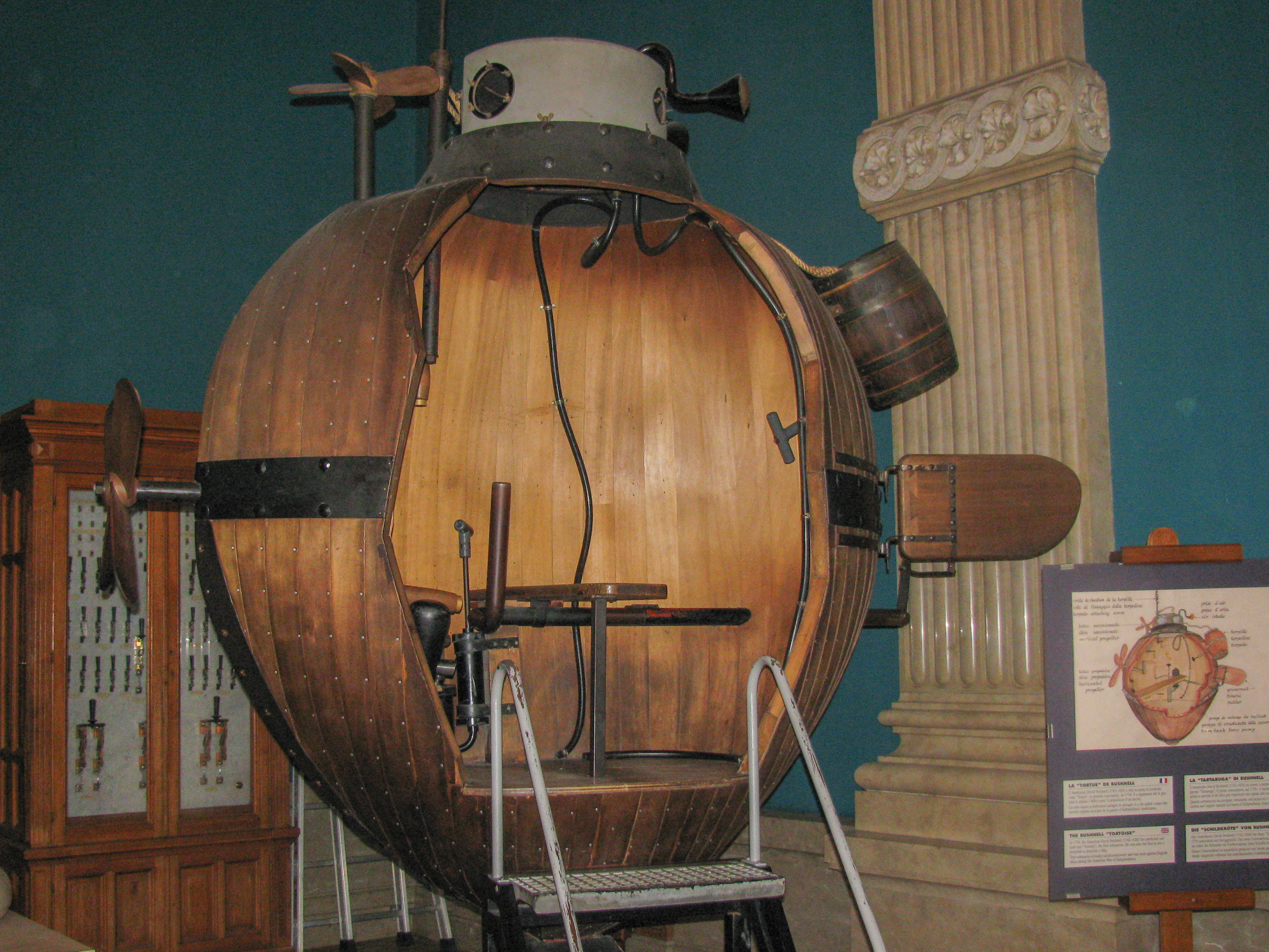
Bushnell's "Tortuga", Museo oceanográfico de Mónaco.

En 1976, una réplica fue diseñada por Joseph Leary y construida por Fred Frese para las conmemoraciones del bicentenario de los Estados Unidos. El artefacto fue bautizado por la entonces gobernadora de Connecticut, Ella Grasso, y después fue llevado al río Connecticut, donde fue probado. Esta réplica se encuentra en el Connecticut River Museum.
El 3 de agosto de 2007 tres hombres fueron detenidos por la policía mientras manejaban una réplica del Tortuga a 61 metros del transatlántico Queen Mary 2, que estaba anclado en la terminal de cruceros de Red Hook, en Brooklyn (Nueva York). Esta réplica fue creada por el artista neoyorquino Duke Riley y dos residentes de Rhode Island, uno de los cuales afirmaba ser descendiente de David Bushnell. La Guardia Costera de Estados Unidos emitió dos multas a Riley por haber usado una embarcación insegura y por violar la zona de seguridad en torno al Queen Mary 2.